# Вальстер, Вольфганг
Во́льфганг Ва́льстер (нем. Wolfgang Wahlster; род. 2 февраля 1953, Саарбрюккен) — профессор, заведующий кафедрой на факультете информатики в Университете Саарбрюккена (нем. Saarbrücken, ФРГ). Сфера научных интересов: искусственный интеллект и математическая лингвистика. Одна из специализаций — интеллектуальные пользовательские интерфейсы. Руководит Немецким Центром Искусственного Интеллекта (нем. Deutsches Forschungszentrum für Künstliche Intelligenz - DFKI) в Саарбрюккене. С 2003 года член Королевской академии наук Швеции.